# Jan Charouz
Jan Charouz (Praga, República Checa; 17 de julio de 1987) es un piloto checo de automovilismo actualmente inactivo. Fue piloto de reserva de Renault F1 y completó una sesión de entrenamientos libres con HRT.

## Trayectoria
Su primer año en monoplazas fue 2003, cuando compitió en Fórmula BMW. En la temporada 2006 ganó la Masters Internacional de Fórmula 3000. Al año siguiente debutó en carreras de resistencia, incluyendo las 24 Horas de Le Mans, y en 2009 fue campeón en la Le Mans Series.
Jan Charouz participó en el campeonato de 2010 de la Auto GP como miembro de la escudería de su padre, el Charouz Gravity Racing. Ese año, Charouz también debutó en la Fórmula Renault 3.5 Series, como miembro de la escudería P1 Motorsport. La temporada siguiente la disputó con la escudería Charouz, logra como mejor resultado dos octavos puestos.

### Fórmula 1
En 2010, Jan Charouz se convirtió en el piloto reserva de Renault F1. Charouz trabaja en estrecha colaboración con el equipo y también participa en sus promociones. El 18 de marzo de 2010, Charouz condujo el R29 de Renault por primera vez en su carrera durante una sesión de shakedown en el circuito de Silverstone, en el Reino Unido.
Durante 2011, el piloto checo siguió siendo reserva del equipo, ahora conocido como Lotus Renault GP. Además, debutó en los entrenamientos libres del Gran Premio de Brasil de 2011 con HRT.

### Últimos años
En 2012 y 2013, participó en el FIA WEC LMP2. Su última participación como piloto fue en la European Le Mans Series en 2014, corriendo para el Sébastien Loeb Racing.

## Resultados

### Fórmula 1
(Clave) (negrita indica pole position) (cursiva indica vuelta rápida)

| Año     | Escudería               | 1   | 2   | 3   | 4   | 5   | 6   | 7   | 8   | 9   | 10  | 11  | 12  | 13  | 14  | 15  | 16  | 17  | 18  | 19     | Pos. | Puntos |
| ------- | ----------------------- | --- | --- | --- | --- | --- | --- | --- | --- | --- | --- | --- | --- | --- | --- | --- | --- | --- | --- | ------ | ---- | ------ |
| 2011    | Hispania Racing F1 Team | AUS | MYS | CHN | TUR | ESP | MON | CAN | EUR | GBR |     |     |     |     |     |     |     |     |     |        |      |        |
| 2011    | HRT Formula 1 Team      |     |     |     |     |     |     |     |     |     | GER | HUN | BEL | ITA | SIN | JPN | RCO | IND | ABU | BRA TD |      |        |
| Fuente: |                         |     |     |     |     |     |     |     |     |     |     |     |     |     |     |     |     |     |     |        |      |        |

### Campeonato Mundial de Resistencia de la FIA (solo 2012)
(Clave) (negrita indica pole position) (cursiva indica vuelta rápida)

| Año  | Escudería | Clase | Automóvil         | 1   | 2   | 3   | 4   | 5   | 6   | 7   | 8   | Pos. | Puntos | Ref.  |
| ---- | --------- | ----- | ----------------- | --- | --- | --- | --- | --- | --- | --- | --- | ---- | ------ | ----- |
| 2012 |           | LMP2  |                   | SEB | SPA | LMS | SIL | SÃO | BHR | FUJ | SHA | 34.º | 74.5   | [ 6 ] |
| 2012 | ADR-Delta | LMP2  | Oreca 03-Nissan   |     |     | 11  | 8   | 12  |     |     |     | 34.º | 74.5   | [ 6 ] |
| 2012 | Lotus     | LMP2  | Lola B12/80-Lotus |     |     |     |     |     |     |     | Ret | 34.º | 74.5   | [ 6 ] |